# Ware
Eine Ware im Sinne der Wirtschaftswissenschaften ist ein materielles Wirtschaftsgut (im Gegensatz zum immateriellen Gut), das Gegenstand des Warenhandels ist und als Gegenstand des Wareneinsatzes in Betracht kommt.

## Wortherkunft
Die „Ware“ als Wort (sprachliches Symbol) hat als ökonomischer Begriff (Bedeutung des Wortes) eine indogermanische Wurzel.
Der Wortstamm war bezog sich zunächst auf das Rind, sodann auf gehandelte Sklaven (waru) und verpackte Sachen (lateinisch vasa), insgesamt Güter im weitesten Sinn. Auch das Kapital (lateinisch caput/capitalis ‚was den Kopf/das Leben angeht‘) geht auf den Viehbestand zurück. Das Verlangen nach Vieh (lateinisch pecus/pecunia ‚Vermögen‘) ist der etymologische Hintergrund des englischen Wortes war ‚Krieg‘. Die Bedeutung von „Ware“ im Deutschen hat als Begriff im Englischen keine Entsprechung, taucht jedoch mit der gleichen Bedeutung in meist zusammengesetzten Wörtern wie Warehouse, Hardware, Software, Ransomware oder Irdengut (englisch earthenware) auf.
„Ware“ als die begriffliche Abstraktion dessen, was nachhaltig unter Gewahrsam genommen wird, trifft nicht die ursprüngliche Wortbedeutung, sondern ist ein in der sprachlichen Entwicklung begrifflich nachgeordneter Schritt im Mittelhochdeutschen. Für Vertrauensangelegenheiten wie „wahr“, „Ware“, „Wert“, „Wart“, „Wirt“, „Wirtschaft“ verbindet eine begrifflich gemeinsame Etymologie zur Wortfamilie. Die Bedeutung der Verwaltung eines Hauswesens als „Wirtschaft“ kommt im 17. Jahrhundert auf.

## Einteilung
Alle Waren stammen unmittelbar oder mittelbar aus einem der drei Naturreiche (siehe Systema Naturae): aus dem Mineralreich, dem Pflanzenreich und aus dem Tierreich. Im Laufe der Geschichte wurden die Einteilungen nach der chemischen Zusammensetzung oder nach dem Handelsgebrauch getroffen. Eine wissenschaftlich korrekte Behandlung der Waren ist nur nach naturwissenschaftlichen Kriterien möglich.
| Einteilungsweise  | Warenarten                                                                         |
| ----------------- | ---------------------------------------------------------------------------------- |
| Herkunft          | Waren aus dem Mineralreich / Waren aus dem Pflanzenreich / Waren aus dem Tierreich |
| Chemie            | anorganische Waren / organische Waren                                              |
| Verarbeitungsgrad | Rohwaren / Naturwaren / Kunstwaren                                                 |
| Handel            | Kolonialwaren / Materialwaren / Kurzwaren / Manufakturwaren                        |
| Branche           | Lebensmittel / Eisenwaren / Textilien / Sportgeräte / Spielwaren / Elektrogeräte   |

Die Herstellung von Fabrikaten aus Rohwaren, sogenannte Kunstwaren, kann auf zweierlei Weisen erfolgen:
1. mechanische Bearbeitung, das ist die Formänderung der Rohwaren: aus Eisen wird Draht, aus Getreide wird Mehl, aus Seide wird Seidensamt hergestellt;
2. chemische Bearbeitung: aus Steinsalz wird Salzsäure, aus Baumwolle wird Schießbaumwolle, aus Teer werden Farben hergestellt;

## Bedeutung
Die Kategorie „Ware“ ist nach Artur Kutzelnigg ein Oberbegriff zur Realwirtschaft – in allgemeinster Bestimmungsweise oder Seinsbereich der Gegenstand des Wirtschaftens in der realen Warenwelt. Kutzelnigg geht vom physischen Verhältnis aus, das zwischen dem Menschen und seiner Umwelt besteht. Dieser bioökonomischen Grundbedeutung von „Ware“ als Mittel zur Lebenserhaltung kommt unter dem Paradigma der Nachhaltigkeit in der Warenlehre Priorität zu. Das Erkenntnisobjekt „Ware“ ist im ursprünglich weiteren Sinne von „Materia medica“ und physiokratischer Auffassung herkommend lange Zeit von der naturwissenschaftlichen Forschung zu den stofflichen Eigenschaften der Waren geprägt gewesen, bis Carl Günther Ludovici erstmals 1752 auch eine wirtschaftliche Warenlehre forderte. Mit seinem Buch Vorbereitung zur Waarenkunde hatte 1793 Johann Beckmann erstmals die wirtschaftlichen Aspekte der Waren umfassend dargestellt. Der Kameralist Johann Beckmann gilt seither als Vater dieses Fachgebiets. Seitdem ist die Warenkunde für die Ausbildung der Einkäufer und Verkäufer eine Schlüsselqualifikation. An der Universität zu Köln entstand 1961 der erste Lehrstuhl für „Wirtschaftliche Warenlehre“, den Kutzelnigg übernahm. Von Kutzelnigg stammt die heute noch gebräuchliche Definition des Warenbegriffs. Waren sind „in der Natur in begrenzter Menge vorhandene oder vom Menschen technisch gefertigte, bewegliche wirtschaftliche Güter, die zur Befriedigung von Bedürfnissen dienen. Sie besitzen Tauschwert und sind Gegenstand des Handels oder kommen dafür in Betracht“.
In naturwissenschaftlicher Betrachtungsweise sind Waren mineralischer, pflanzlicher oder tierischer Herkunft oder daraus verarbeitet worden. Dementsprechend ist die Warenkunde eine aufzählende Naturwissenschaft, die sich mit den Eigenschaften der Waren auseinandersetzt. Die Gebrauchswerte der Waren liefern das Material einer eigenen Disziplin der Warenkunde.
Die sozialwissenschaftliche Sichtweise in den Wirtschaftswissenschaften definiert den Begriff „Gut“ weiter als „Ware“, weil darunter auch Dienstleistungen gefasst werden. Die Unterscheidung von Dienstleistungen (durch Personen) und Sachen geht auf das römische Recht zurück. Tatsächlich aber stellt der Gebrauchswert der Ware eine Sach-Dienstleistung dar.
Als Mittel zur Bedarfsdeckung, Träger des monetären Gewinns im Tauschwert, ist in der Betriebswirtschaftslehre der Begriff „Produkt“ üblich. Markenwaren sind standardisierbare Erzeugnisse und in der Regel als Warenzeichen eingetragene Marken (auf einer Ware angebrachte Zeichen: französisch marque ‚Marke‘, Träger der Botschaft ist dabei die Verpackung als Werbeträger). Das Markengesetz (MarkenG) befasst sich zwar mit geschützten Marken für Waren, setzt jedoch den Begriff der Ware als bekannt voraus. So dürfen Zeichen verwendet werden, die geeignet sind, „Waren oder Dienstleistungen eines Unternehmens von denjenigen anderer Unternehmen zu unterscheiden“ (§ 3 Abs. 1 MarkenG).
Als Träger von Tauschwerten ist die Ware als Handelsware Gegenstand des Handels, bestimmte standardisierbare Handelswaren sind die Commodities.

## Wirtschaftstheorie des Marxismus
In vorkapitalistischen Gesellschaften bestand der überwiegende Teil der Gesellschaft aus Bauern. Diese produzierten fast ausschließlich für den Eigenbedarf und betrieben noch keinen nennenswerten Handel. Die hergestellten Güter hatten für die Bauern somit einen individuellen Gebrauchswert. Im Kapitalismus werden die hergestellten Arbeitsprodukte über Märkte getauscht und dadurch werden alle Arbeitsprodukte zu Waren (Anmerkung: Im Kapitalismus zählte Marx auch die menschliche Arbeitskraft zu den Waren.) Für ein Tauschgeschäft benötigt man einen Maßstab und deswegen wird den Waren ein Tauschwert zugesprochen, der vom Gebrauchswert stark abweichen kann. Marx bezeichnete diese lediglich zugesprochene Wirklichkeit als Warenfetisch. Der Doppelcharakter der Arbeit, der in der Ware in Form von Gebrauchswert und Tauschwert sichtbar wird, ist ein zentrales Thema der Marxistischen Ökonomie.

## Wirtschaftstheorie der Marktwirtschaft
Zwischen den Unternehmen (Produktion) und den Haushalten (Konsum) bewegt sich ein Strom von Gütern. Der Güterstrom umfasst sowohl Waren (materiell) als auch Dienstleistungen (immateriell). Der Marktpreis dieser Güter ergibt sich grundsätzlich aus dem Ausgleich von Angebot und Nachfrage. Die Marktpreise werden auf Seite der Haushalte beeinflusst durch Einkommensveränderungen, Einkommenssteuersätze und Erwartungen (Konjunkturlage und damit verbundenen Optimismus und Pessimismus). Auf Seiten der Unternehmer werden die Marktpreise beeinflusst durch Veränderung der Materialkosten, der Steuern, der Produktivität und der Löhne. Die frei handelnden Unternehmer sollen durch Gewinnmaximierung und Wettbewerb für eine effiziente Versorgung der Konsumenten mit Ware sorgen. Auf den Warenkauf oder den Tausch von Waren werden in Deutschland die Vorschriften des Handelsgesetzbuches, des Bürgerlichen Gesetzbuches oder des UN-Kaufrechts angewendet.

## Warenwirtschaft
Die Warenwirtschaft ist ein wesentlicher Bestandteil der Lagerhaltung in Unternehmen und umfasst die Beschaffung und den Vertrieb in Handel und Industrie. Dabei prüft der Wareneingang über die Wareneingangskontrolle die beschafften Waren, der Warenausgang verbucht die verkauften Waren. Für das Management des Warenkreislaufs kommen Warenwirtschaftssysteme zum Einsatz.

## Abgrenzungen
Im Unterschied zur Dienstleistung steht bei einer Ware die materielle Produktion oder der materielle Wert im Vordergrund. In speziellen Teilbereichen der Volkswirtschaftslehre (Wirtschaftstheorie) kann Ware allgemein für alle Güter stehen, die auf einem Markt angeboten und nachgefragt werden. Nur im weiteren Sinne gehört im Handelsrecht die Elektrizität zum Warenbegriff, Grundstücke jedoch nicht. Im Zollrecht werden alle körperlichen Gegenstände als Ware bezeichnet, jedoch nicht mit dem menschlichen Körper fest verbundene Sachen wie Herzschrittmacher und Implantate. Der zollrechtliche Warenbegriff unterscheidet zwischen Unionsware und Nichtunionsware. Im Alltag wird der Begriff der Ware auf Konsumgüter eingeschränkt.